# Сонкин, Григорий Абрамович
Григорий (Гершель, Георгий) Абрамович Со́нкин (1895—1972) — советский конструктор автомобилей.

## Биография
Родился в городе Могилев 25 октября 1895 года, окончил гимназию с золотой медалью.
Окончил МВТУ в 1925 году, инженер-механик.
Работал в НАТИ: инженер, старший инженер, начальник отдела автомобилей повышенной проходимости. С 1928 года по заданию ОГПУ руководил созданием полугусеничного автомобиля. Первый рабочий образец прошёл испытания летом 1930 года в пустыне Кара-Кум. Опытная машина НАТИ-2 выпущена осенью 1931 года. Серийное производство полугусеничного автомобиля НАТИ-52 налажено под заводской маркой ЗИС-42 в 1941 году.
Во время войны на вездеход стали поступать жалобы: ленты гусеницы выходят из строя после 2500—3000 км пробега, и с 1942 года Сонкин находился в действующей армии для работы на месте по улучшению конструкции машин.
В послевоенные годы работал в КБ ЗИС. В 1945—1946 гг. — руководитель группы по созданию автомобилей ЗИС-151.
В 1950 году во время борьбы с космополитизмом арестован (в составе группы из 41 человека — ответственных работников ЗИС еврейской национальности).
В 1955 году 6 осужденных были амнистированы, 3 оправданы за отсутствием состава преступления, а остальные из группы, включая Сонкина — за недоказанностью обвинения.
Похоронен на Донском кладбище.

## Награды и премии
- Сталинская премия III степени (10 октября 1942) — за разработку конструкции вездехода
- орден Красной Звезды (28 октября 1944)
- медаль «За доблестный труд в Великой Отечественной войне»
- орден «Знак Почета»